# 26. ročník udílení Gotham Awards
Vyhlášení amerických cen Gotham Awards 2016 se konalo 28. listopadu 2016. Herci Ethan Hawke a Amy Adams, režisér Oliver Stone a producent Arnon Milchan získali speciální cenu. Ceremoniál bude moderovat Keegan-Michael Key.

## Moderátoři
- Keegan-Michael Key

## Vítězové a nominovaní
Tučně jsou označeni vítězové.
| Nejlepší film | Nejlepší dokument |
| --- | --- |
| - Moonlight - Jisté ženy - Everybody Wants Some!! - Místo u moře - Paterson | - O.J.: Made in America - Za kamerou - I Am Not Your Negro - Věz - Weiner |
| Nejlepší mužský herecký výkon ve filmu | Nejlepší ženský herecký výkon v seriálu |
| - Casey Affleck jako Lee Chandler – Místo u moře - Jeff Bridges jako Marcus Hamilton – Za každou cenu - Adam Driver jako Paterson – Paterson - Joel Edgerton jako Richard Loving – Loving - Craig Robinson jako Curtis Gentry – Morris z Ameriky | - Isabelle Huppert jako Michèle Leblanc – Elle - Kate Beckinsale jako Lady Susan Vernon – Láska a přátelství - Annette Bening jako Dorothea Fields – Ženy 20. století - Ruth Negga jako Mildred Loving – Loving - Natalie Portman jako Jacqueline Kennedy Onassis – Jackie |
| Nejlepší scénář | Objev roku |
| - Barry Jenkins a Tarell Alvin McCraney – Moonlight - Taylor Sheridan – Za každou cenu - Whit Stillman – Láska a přátelství - Kenneth Lonergan – Místo u moře - Jim Jarmusch – Paterson                                                          | - Anya Taylor-Joy jako Thomasin – Čarodějnice - Lily Gladstone jako Jamie – Jisté ženy - Lucas Hedges jako Patrick Chandler – Místo u moře - Royalty Hightower jako Toni – Křeč - Sasha Lane jako Star – American Honey                                                    |
| Ocenění Binghama Ray pro objev roku v oblasti režisérství | Objev roku - seriál (dlouhá forma) |
| - Trey Edward Shults – Krisha - Robert Eggers – Čarodějnice - Anna Rose Holmer – Křeč - Daniel Kwan a Daniel Scheinert – Švýcarák - Richard Tanne – Southside with You                                                                           | - Crazy Ex-Girlfriend - Já, společnice - Horace and Pete - Marvel's Jessica Jones - Master of None |
| Objev roku - seriál (krátká forma) | Speciální ocenění poroty - obsazení |
| - Her Story - The Gay and Wondrous Life of Caleb Gallo - The Movement - Sitting in Bathrooms with Trans People - Surviving | - Moonlight (Mahershala Ali, Naomie Harris, Alex Hibbert, André Holland, Jharrel Jerome, Janelle Monáe, Jaden Piner, Trevante Rhodes a Ashton Sanders) |
| Ocenění publika | Grant - "Žij si svůj sen“ |
| - Moonlight | - Roxy Toporowych – Julia Blue - Shaz Bennett – Alaska is a Drag - Katie Orr – Poor Jane |
| Vytvořeno v New Yorku | Ocenění za uznání |
| - Aziz Ansari - Judith Light | - Mayor's Office of Media and Entertainment (MOME) |
| Speciální ocenění | |
| - Amy Adams - Ethan Hawke - Arnon Milchan - Oliver Stone | |